# John Lodge

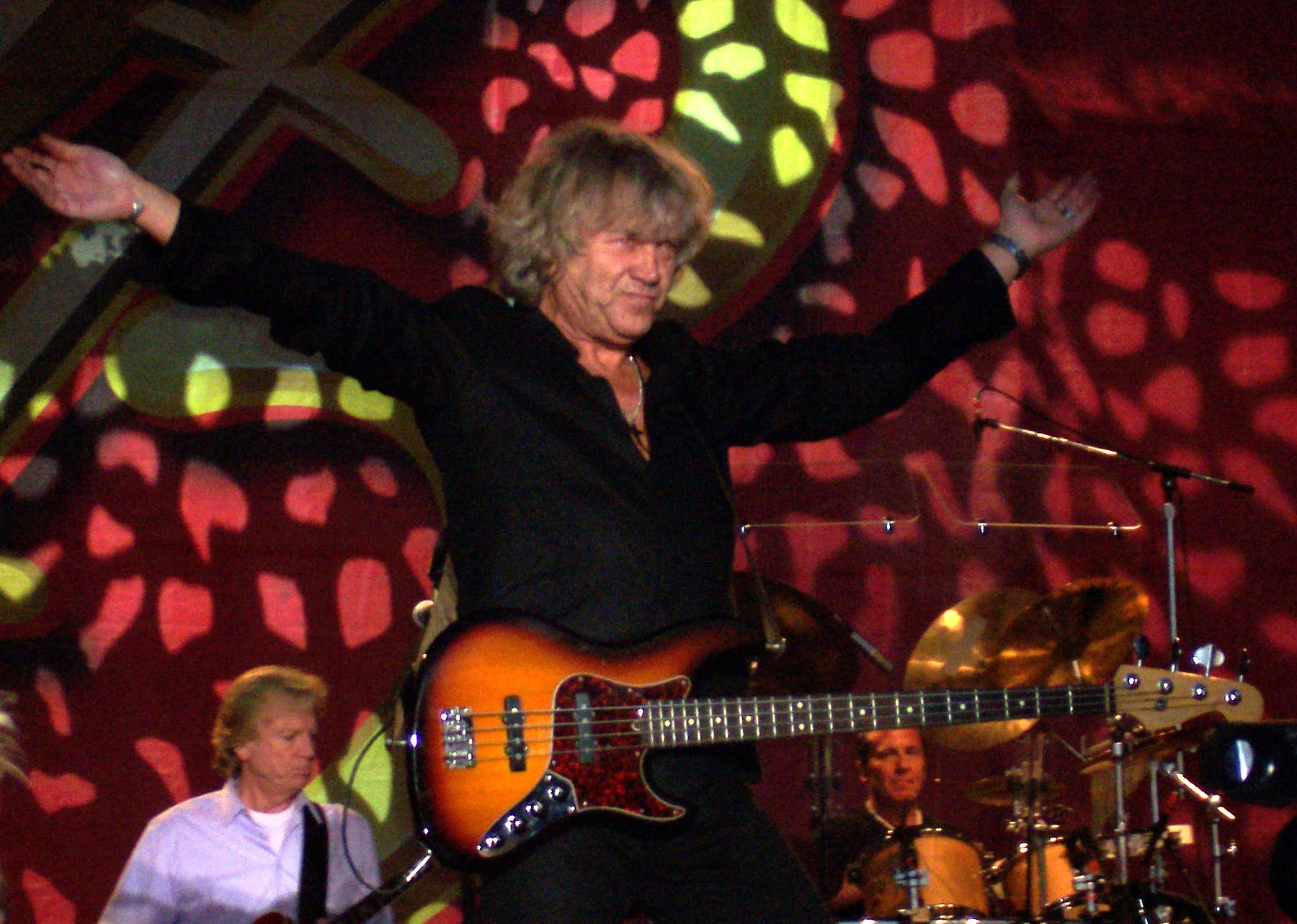
Lodge in 2007

John Lodge (Birmingham, 20 juli 1945) is een Brits bassist. Lodge is vooral bekend als bassist van The Moody Blues.

## Biografie
Lodge groeide op in Birmingham en leerde zichzelf basgitaar spelen. Na verloop van tijd trad hij toe tot El Riot and The Rebels. Hier ontmoette hij Ray Thomas en Mike Pinder. In 1963 viel de groep uit elkaar, waarna Lodge weer ging studeren. Daarnaast bleef hij actief als muzikant in bijvoorbeeld The Carpetbaggers, The John Bull Breed en The Falcons; de laatste met Roy Wood (The Move, Electric Light Orchestra, Wizzard) in de gelederen. Toen in 1966 The Moody Blues op sterven na dood waren, werd Lodge door Thomas, Pinder en inmiddels ook Graeme Edge gevraagd toe te treden tot de groep. Het werd het begin van een zeer succesvolle carrière. Van 1967 tot en met 1974 was de groep druk bezig met albums opnemen en talloze tournees. Daarnaast was Lodge producer van de beginnende groep Trapeze die hun albums opnam op Threshold Records, het platenlabel van The Moody Blues.
In 1974 was de koek op bij de Moodies en werd sabbatical ingelast. In deze periode ging het gerucht dat Lodge de bassist van 10cc ging vervangen, wat niet gebeurde. Net als alle andere bandleden nam ook Lodge eigen werk op; het album Blue Jays (1975) was een samenwerkingsproject met mede-Moodie Justin Hayward. In 1977 volgde Lodges werkelijke eerste soloalbum Natural Avenue. In 1978 kwamen The Moody Blues weer bij elkaar. In 1980 bracht Lodge solo de single "Street Cafe" uit. De single werd geproduceerd door Pip Williams die ook het werk van de Moodies produceerde.
In 2015 volgde Lodges tweede soloalbum 10,000 Light Years Ago. Er kwam een concertreeks, die vastgelegd werd op Live from Birmingham – The 10,000 Light Years Tour.

## Privéleven
Lodge is liefhebber van wijn en golf.

## Belang
Logde behoort tot de invloedrijkste bassisten. Naast het bespelen van de basgitaar schrijft Lodge ook muziek en liedteksten. Voor zijn "Isn't Life Strange" en "I'm Just a Singer (In a Rock and Roll Band)", beide van het Moodies-album Seventh Sojourn (1972), ontving hij in 2015 een ASCAP Award. Ook voor "Gemini Dream", afkomstig van het Moodies-album Long Distance Voyager (1981), ontving hij – samen met co-schrijver Hayward – een ASCAP Award.